# 何塞·博诺·马丁内斯
何塞·博诺·马丁内斯（西班牙語：José Bono Martínez，1950年12月14日—）是西班牙阿爾瓦塞特省出身的政治人物。西班牙工人社会党党员。曾在2008年至2011年担任西班牙眾議院议长；2004年至2006年出任萨帕特罗内阁国防大臣。

## 经历
1950年出生在阿爾瓦塞特省萨洛夫雷的一个富裕家庭。父亲曾经当过市长。他在阿利坎特圣母耶稣会天主教学校读书，1969年加入人民社会党，1970年毕业于德乌斯托大学法律和经济学专业。
1988年至1990年担任卡斯蒂利亚-拉曼恰社会党总书记。1983年至2004年连续六次以绝对多数当选卡斯蒂利亚-拉曼恰自治区主席。2000年参加西班牙工人社会党总书记选举，以9票之差输给萨帕特罗。2004年出任萨帕特罗内阁国防大臣。2006年因为个人原因辞职。在离任时，他是评价第四高的大臣。2008年4月至2011年12月，担任西班牙众议院议长。

## 国防大臣
何塞·博诺在任内的第一个重要举措是从阿富汗撤回西班牙军队。
2005年8月16日，一架国际安全部队的直升飞机在阿富汗西部地区坠毁，造成机上的17名西班牙士兵死亡，还有一架直升机在该地区迫降。何塞·博诺在调查声明中表示此事件与武装分子袭击无关。